# Hupac

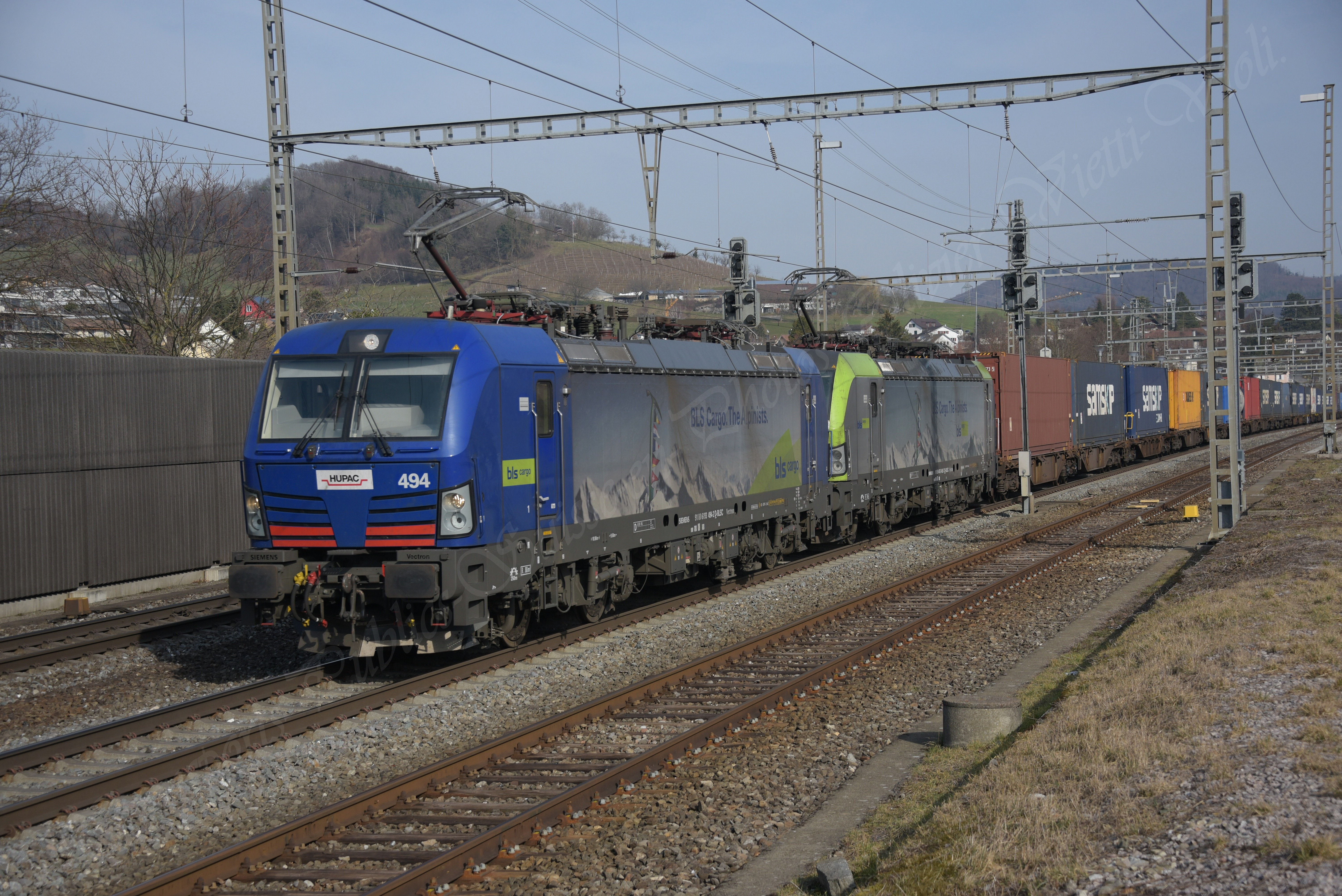
Br 193494 Gelterkinden.

Hupac est un opérateur logistique Suisse centré sur le transport combiné (rail/route/bateau) de conteneurs.

## Histoire
Créé en 1967 comme un partenariat entre les Chemins de fer fédéraux suisses et quatre opérateurs logistiques routiers (Bertschi AG, Danzas, Jacky Maeder et F.lli Bernasconi) visant à assurer le transport des conteneurs à travers les Alpes en toute saison.
L'activité de la compagnie s'élevait à 130 trains « ShuttleNet » par jour au travers de l'Europe, ainsi que plusieurs relations de type « Route roulante ».
En septembre 2010, Hupac et CFF Cargo ont formé CFF Cargo International.
Plusieurs terminaux combinés rejoignent le réseau de Hupac, dont le TERCO en 2013.
Elle possède le terminal de Busto Arsizio qui est le plus grand terminal rail/route en Europe, construit en 1992 puis agrandi en 2005. Ce terminal est le point central du réseau Shuttle Net de Hupac.
En 2018, la Hupac rachète la société néerlandaise ERS Railways (NB: European Rail Shuttle), créée en 1994 par Maersk et P. O. Nedloyd, active dans le transport combiné de conteneurs en Europe. ERS Railways possède une participation de 47% dans la société de transport ferroviaire boxXpress.
À fin 2020, le Groupe Hupac disposait d'une flotte de 7 700 plates-formes ferroviaires. Plus de 95% de la traction ferroviaire est réalisé par des compagnies de transport intermodal comme CFF Cargo international, BLS Cargo International, DB Cargo, Crossrail, Captrain,  Mercitalia Rail etc..
En 2021, Hupac prend une participation de 4,16 % dans la société autrichienne WienCont, un des plus importants terminaux trimodaux d'Autriche, filiale du port de Vienne.
Le 12 décembre 2022, Hupac lance une nouvelle connexion entre sa plateforme belge, Anvers Combinant vers deux terminaux de Duisbourg, Allemagne. La compagnie augmente également la fréquence des liaisons vers Vienne en Autriche, Budapest en Hongrie, Ploiesti en Roumanie, Pancevo en Serbie, Stara Zagora en Bulgarie et Halkali en Turquie.

## Actionnariat
La compagnie compte environ 100 actionnaires dont 78% des actions appartiennent à des compagnies de transport et de logistique et 28 % à des compagnies de chemin de fer. Fin 2017, le groupe Hupac se composait de 18 sociétés notamment basées en Suisse, en Allemagne, en Italie, aux Pays-Bas, en Belgique, en Russie et en Chine.

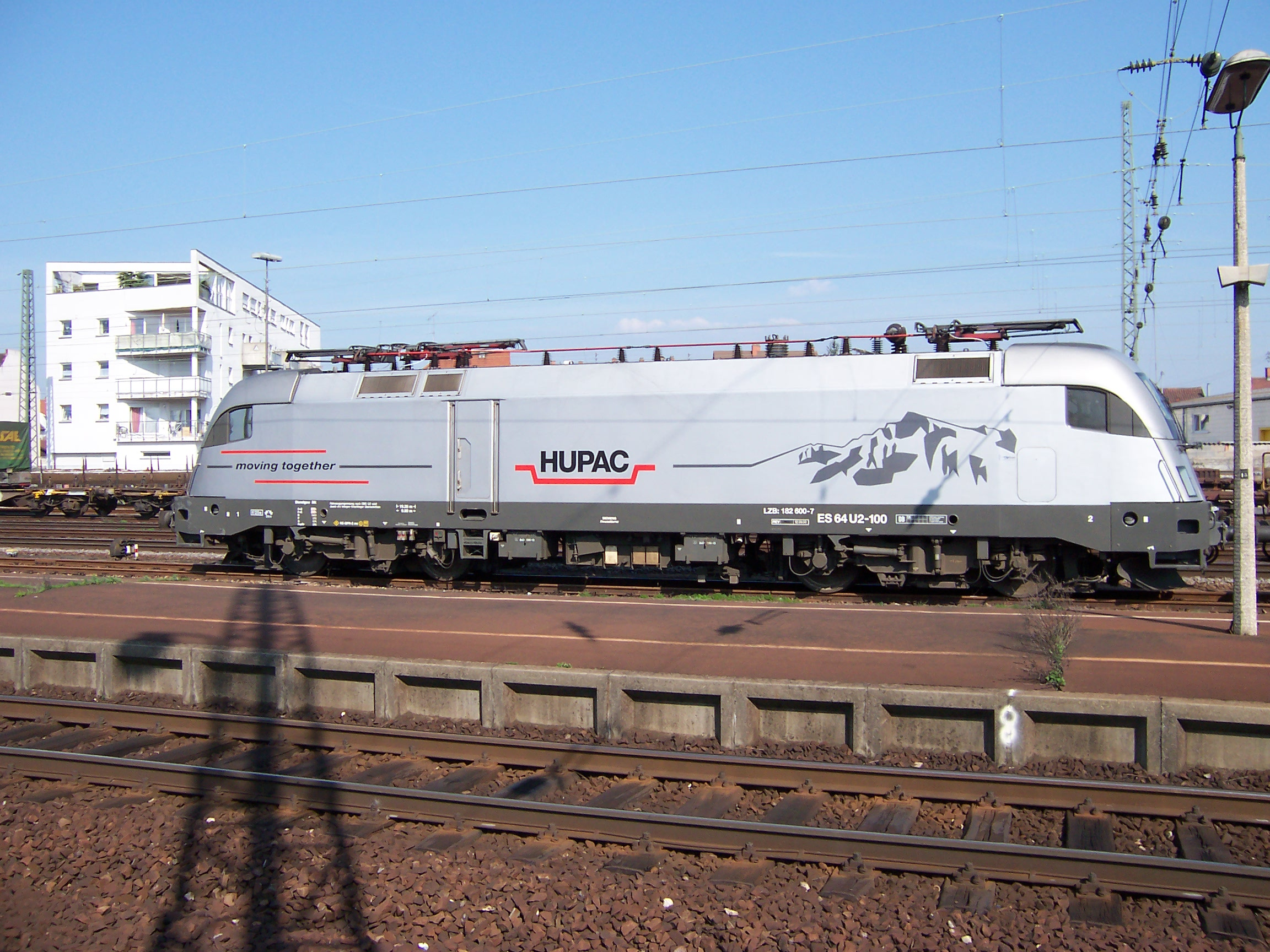
Une locomotive Hupac à Schwetzingen